# Szajnjabuli tartomány
Szajnjabuli (nemzetközi alakban Xaignabouli) Laosz egyik tartománya az ország északnyugati részén.

## Közigazgatási beosztás
A tartomány a következő körzetekre oszlik:
1. Boten (8-09)
2. Hongsa (8-03)
3. Kenthao (8-08)
4. Khop (8-02)
5. Ngeun (8-04)
6. Paklai (8-07)
7. Phiang (8-06)
8. Thongmixai (8-10)
9. Xaignabouli (8-01)
10. Xianghon (8-05)